# Tube Alloys
 (juillet 2015).
Si vous disposez d'ouvrages ou d'articles de référence ou si vous connaissez des sites web de qualité traitant du thème abordé ici, merci de compléter l'article en donnant les références utiles à sa vérifiabilité et en les liant à la section « Notes et références ».

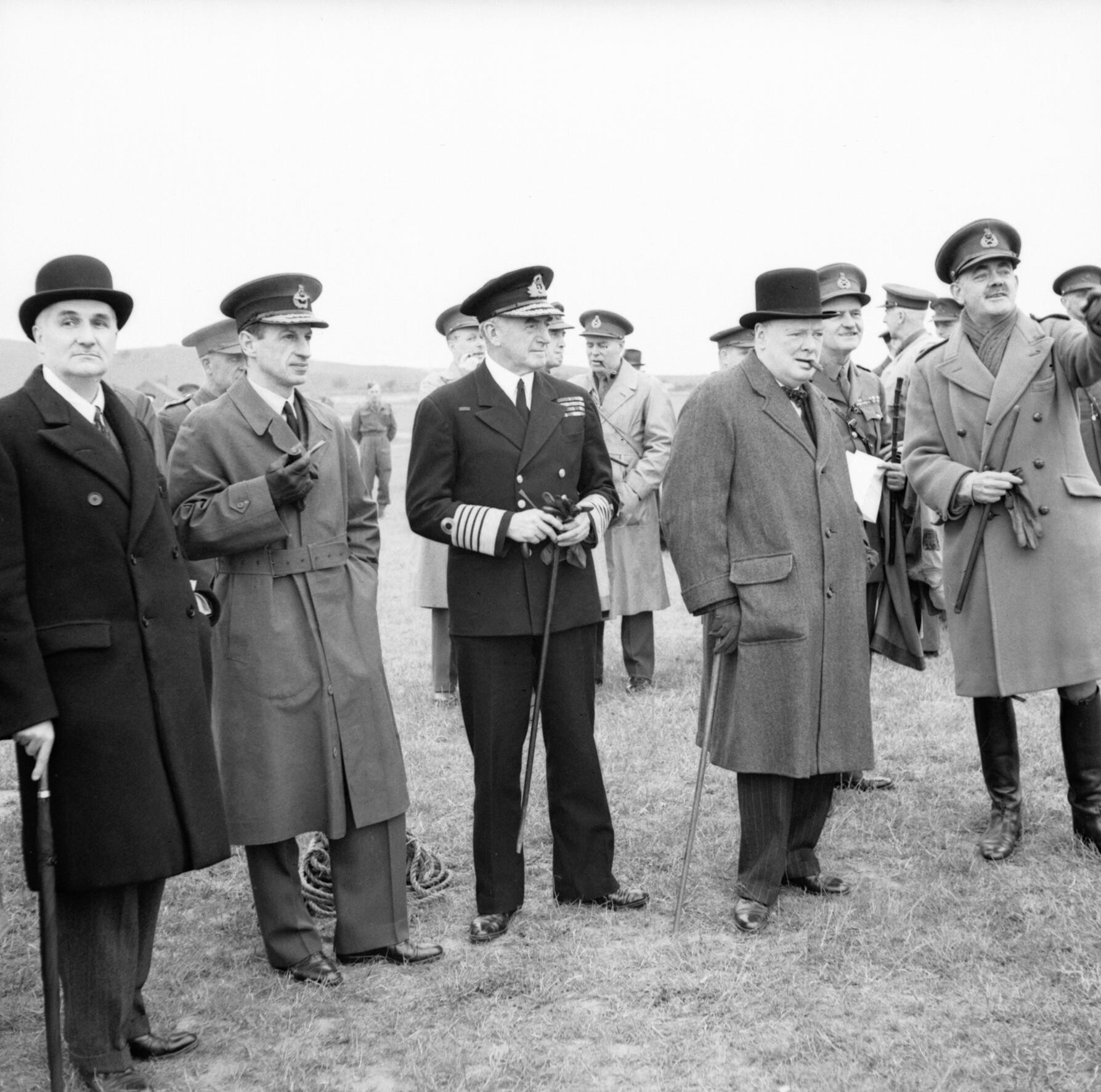
Winston Churchill entouré de Lord Cherwell, conseiller scientifique du premier ministre, Sir Charles Portal, Air Chief Marshal, et Sir Dudley Pound, amiral de la flotte, en juin 1941.

Tube Alloys était le programme d'arme nucléaire britannique pendant la Seconde Guerre mondiale, lorsque la possibilité même d'existence des armes nucléaires était tenue au plus haut niveau de secret. Il a été intégré au projet Manhattan américain, à la suite de l'accord de Québec en août 1943.

## Origine

### Le groupe de Paris
Otto Hahn en Allemagne, et Lise Meitner, exilée en Suède avaient rendu compte de la fission nucléaire dans l'uranium en 1938. En février 1939, un groupe de scientifiques, au Collège de France à Paris, Frédéric Joliot-Curie, Hans von Halban, Lew Kowarski et Francis Perrin, montrent que lors d'une fission dans un noyau d'uranium, deux ou trois neutrons supplémentaires sont émis. Cette observation importante suggère qu'une réaction en chaîne auto-entretenue est possible. Il devient immédiatement clair pour beaucoup de scientifiques qu'on pourrait théoriquement créer un explosif extrêmement puissant, une bombe atomique, mais que celle-ci serait inutilisable en pratique.
Francis Perrin, dans ce groupe, définit alors une masse critique d'uranium comme la plus petite quantité nécessaire pour entretenir une réaction en chaîne. Il trouve que l'uranium naturel ne peut pas faire l'objet d'une réaction en chaîne sans utiliser un modérateur, pour ralentir les neutrons rapides émis par la fission.
Au début de 1940, le groupe trouve, sur des bases théoriques, que l'eau lourde serait un modérateur idéal. Il demande au ministère français de l'armement d'obtenir autant d'eau lourde qu'il est possible de la seule source existante, une grande usine hydroélectrique à Vemork en Norvège. Les Français découvrent alors que les Allemands ont déjà offert d'acheter tout le stock d'eau lourde de Norvège, ce qui indique que l'Allemagne pourrait aussi faire des recherches sur une bombe atomique. Les Français font connaître au gouvernement norvégien l'importance militaire possible de l'eau lourde, et ce dernier confie le stock entier à un agent des services secrets français, qui le fait passer en France via l'Angleterre juste avant l'invasion de la Norvège par les Allemands en avril 1940. Cependant, l'Allemagne envahit la France en mai 1940, mais la totalité de l'eau lourde (165 « quarts », soit 187,5 litres) est évacuée vers l'Angleterre par Halban et Kowarski à bord du navire charbonnier anglais Broompark. Joliot-Curie reste en France, et devient un membre actif de la Résistance.

### Le mémorandum de Frisch et Peierls
Les chercheurs britanniques concluent à juste titre qu'une bombe atomique utilisant l'uranium naturel est impossible avec des neutrons rapides, parce que trop de neutrons sont perdus ou capturés par les noyaux d'uranium 238. Cependant en février 1940, Otto Frisch et Rudolf Peierls, deux scientifiques allemands exilés en Angleterre réalisent qu'une bombe atomique pourrait être faite et exploserait avec quelques kilogrammes seulement d'uranium 235, l'isotope le plus léger et rare de l'uranium, et ceci uniquement avec les neutrons rapides. Frisch et Peierls rendent compte dans leur fameux mémorandum
qu'en utilisant de l'uranium 235 complètement séparé de l'uranium 238, il n'y a pas besoin de ralentir les neutrons, et qu'on peut donc se passer de modérateur.
Frisch et Peierls rapportent cette découverte au professeur Mark Oliphant, qui en informe Henry Tizard, qui forme en avril 1940 une commission d'experts ultra-secrète (connue plus tard sous le nom de commission MAUD), afin d'examiner la faisabilité d'une bombe atomique. Celle-ci dépose son rapport le 15 mai 1941, ce qui conduit au projet Tube Alloys.

## La mission Tizard
Une délégation (la mission Tizard) est envoyée en septembre 1940 en Amérique du Nord, pour procéder à des échanges de technologie dans tous les domaines, tels que les radars, les moteurs à réaction et la recherche nucléaire. Elle explore aussi la possibilité de reloger les unités de recherche militaire britannique en Amérique, hors de portée des bombardements allemands.
Quand la mission Tizard revient, elle rend compte des recherches sur les neutrons lents menées à Cambridge par le groupe de Paris, à l'université Columbia par Enrico Fermi et au Canada par George Laurence. L'équipe française de l'eau lourde est invitée à continuer ses recherches sur les neutrons lents à Cambridge ; mais cette recherche reçoit une moindre priorité. Maintenant qu'il est possible de concevoir une arme atomique sans modérateur, cette technologie s'applique surtout à la production de vapeur d'eau pour des applications civiles, ce qui ne constitue plus une priorité pour l'effort de guerre.

## La séparation isotopique
Le problème majeur rencontré par la commission MAUD est de trouver une manière de séparer les 0,7 % d'uranium 235 des 99,3 % d'uranium 238 contenus dans l'uranium naturel. Ceci est rendu difficile parce que les deux isotopes ont des propriétés chimiques identiques. Cependant Franz Simon a été chargé par MAUD d'explorer les méthodes possibles. En décembre 1940, il rapporte que la diffusion gazeuse est faisable, et calcule la taille et le coût de l'usine industrielle dont on a besoin. La commission MAUD réalise alors qu'une bombe atomique est non seulement faisable, mais inévitable.
Les problèmes chimiques de production de composés gazeux de l'uranium et de la purification de l'uranium métallique sont étudiés à l'université de Birmingham et à Imperial Chemical Industries (ICI). Le Dr. Philip Baxter, de l'ICI, fait le premier lot d'hexafluorure d'uranium gazeux pour le professeur James Chadwick en 1940. L'ICI reçoit plus tard en 1940 un contrat en bonne et due forme pour la production de 3 kg de ce matériau vital pour le travail futur.

## Le plutonium
La percée sur le plutonium est faite au laboratoire Cavendish par Egon Bretscher (1901-1973) et Norman Feather (1904-1978).
Ils réalisent qu'un réacteur à neutrons lents chargé à l'uranium produit en théorie des quantités substantielles de plutonium 239 comme sous-produit. Ceci est dû au fait que l'uranium 238 absorbe les neutrons lents, et forme l'isotope instable uranium 239. Le noyau de ce dernier émet un électron, et se transforme en environ une heure en un nouvel élément, de masse 239, mais de numéro atomique 93. Ce phénomène se répète, plus lentement, et on aboutit en quelques jours à un nouvel élément de masse 239 et de numéro atomique 94, qui est alors bien plus stable. Bretscher et Feather montrent sur des bases théoriques crédibles que l'élément 94 serait fissile aussi bien par les neutrons rapides que lents, et aurait l'avantage d'avoir des propriétés chimiques différentes de l'uranium, et pourrait donc en être facilement séparé.
Cette nouvelle avancée est confirmée par un travail indépendant d'Edwin M. McMillan et Philip Abelson au Laboratoire national Lawrence-Berkeley également en 1940. Le Dr. Kemmer de l'équipe de Cambridge propose les noms de neptunium et de plutonium pour les éléments 93 et 94, par analogie avec les planètes Neptune et Pluton, au-delà d'Uranus (l'uranium  étant l'élément 92). Par coïncidence, les Américains suggèrent les mêmes noms. La production et l'identification du premier échantillon de plutonium en 1941 sont généralement attribuées à Glenn Seaborg, qui utilise un cyclotron et non un réacteur.

## La visite d'Oliphant aux États-Unis
Comme les Américains ne réagissent pas aux rapports de la commission MAUD, Mark Oliphant fait la traversée de l'Atlantique dans un bombardier en août 1941. Il découvre que Lyman Briggs a tout simplement mis les rapports dans un coffre-fort. Il prend alors contact avec Ernest Lawrence, James Conant, Enrico Fermi et Arthur Compton, et réussit à accroître la priorité des programmes de recherche américains. Le rapport MAUD finit par faire une grande impression. Du jour au lendemain, les Américains changent leur vision sur la faisabilité de la bombe atomique et suggèrent un effort coopératif avec la Grande-Bretagne. Harold Urey et George Braxton Pegram sont envoyés en Grande-Bretagne en novembre 1941 pour faire une offre de coopération, que les Britanniques n'acceptent pas.

## 1942 et après
L'effort américain s'accroît rapidement, et dépasse vite celui des Britanniques. Ainsi une recherche indépendante continue-t-elle dans chaque pays, avec cependant quelques échanges d'informations.
La recherche sur les neutrons lents à Cambridge, que les Britanniques pensaient non-pertinente pour la construction de la bombe, revêt soudain une signification militaire, parce qu'elle ouvre la voie du plutonium. Le gouvernement britannique souhaite déplacer l'équipe de Cambridge à Chicago, où la recherche américaine se fait, mais les Américains sont devenus très soucieux de la sécurité. Dans le groupe de Cambridge, dont l'origine était Paris, un seul des six scientifiques seniors est britannique. Ils sont donc envoyés à Montréal, au Canada.
En juin 1942, l'armée américaine prend en charge la mise au point du procédé, la conception industrielle, la fourniture des matériels et le choix du site pour les usines pilotes. Le résultat est le tarissement du flux d'information vers la Grande-Bretagne. Les Américains cessent de partager toute information sur la production d'eau lourde, la fabrication d'hexafluorure d'uranium, la méthode de séparation électromagnétique, les propriétés physiques ou chimiques du plutonium, les détails de conception de la bombe, ou les données sur les réactions des neutrons rapides. La nouvelle stupéfait les Britanniques et les Canadiens, qui collaboraient sur la production d'eau lourde et divers autres aspects du programme de recherche.
L'équipe de Montréal compte sur les Américains pour la fourniture d'eau lourde de l'usine américaine à Trail (Colombie britannique), ainsi que pour les informations techniques sur le plutonium. Les Américains disent qu'ils ne donneront d'eau lourde au groupe de Montréal que s'il consent à poursuivre ses recherches dans le cadre limité défini par DuPont[Quoi ?]. Malgré tout le travail accompli, l'activité du laboratoire de Montréal s'arrête en juin 1943. Le moral est au plus bas et le gouvernement canadien propose d'annuler le projet.

## L'accord de Québec
Winston Churchill cherche alors des renseignements afin de construire en Grande-Bretagne une usine de diffusion, une usine à eau lourde et un réacteur nucléaire, malgré leur coût immense. Mais en juillet 1943, à Londres, des diplomates américains éclaircissent certains malentendus sur les motifs des Britanniques[pas clair], et, après bien des négociations, l'accord de Québec est finalement signé par Churchill et Roosevelt le 24 août 1943 pendant la conférence de Québec. Les Britanniques donnent alors tout leur matériel aux Américains, et en échange, reçoivent des copies de tous les rapports d'étape au Président. L'effort britannique est alors incorporé au projet Manhattan jusqu'après la guerre.
Dans une section de l'accord de Québec, intitulé formellement « Articles de l'accord définissant la collaboration entre les autorités des États-Unis et de Grande-Bretagne concernant les Tube Alloy », la Grande-Bretagne et les États-Unis conviennent de partager leurs ressources « pour faire fructifier le projet Tube Alloys dans les meilleurs délais ».
Les chefs de gouvernement conviennent de ce qui suit :
1. « Nous n'utiliserons jamais cette agence l'un contre l'autre »,
2. « Nous ne l'utiliserons pas contre des tiers sans le consentement de l'autre »,
3. « Nous ne communiquerons ni l'un ni l'autre d'informations sur Tube Alloys à des tiers sans consentement mutuel ».
4. « En raison de la lourde tâche de production incombant aux États-Unis à cause de la sage répartition de l'effort de guerre, le gouvernement britannique reconnaît que tous les avantages de caractère industriel ou commercial seront traités après la guerre entre les États-Unis et la Grande-Bretagne sur les bases qui seront spécifiées par le Président des États-Unis au Premier Ministre de Grande-Bretagne. Le Premier Ministre décline expressément tout intérêt pour ces aspects industriels et commerciaux, au-delà de ce qui sera considéré par le Président des États-Unis comme honnête et juste, et en harmonie avec le bien-être économique du monde. »
5. « Et les arrangements suivants seront faits pour assurer une collaboration pleine et efficace entre les deux pays en vue de faire fructifier le projet :

(a) Une commission mixte de politique sera mise sur pied à Washington…
[suivent les détails de la composition et des attributions de cette commission] »
Plus tard dans la guerre, l'expression « Tube Alloys » en vient à désigner spécifiquement l'élément synthétique plutonium, dont l'existence même reste secrète jusqu'à son utilisation pour le bombardement de Nagasaki.

## L'après-guerre

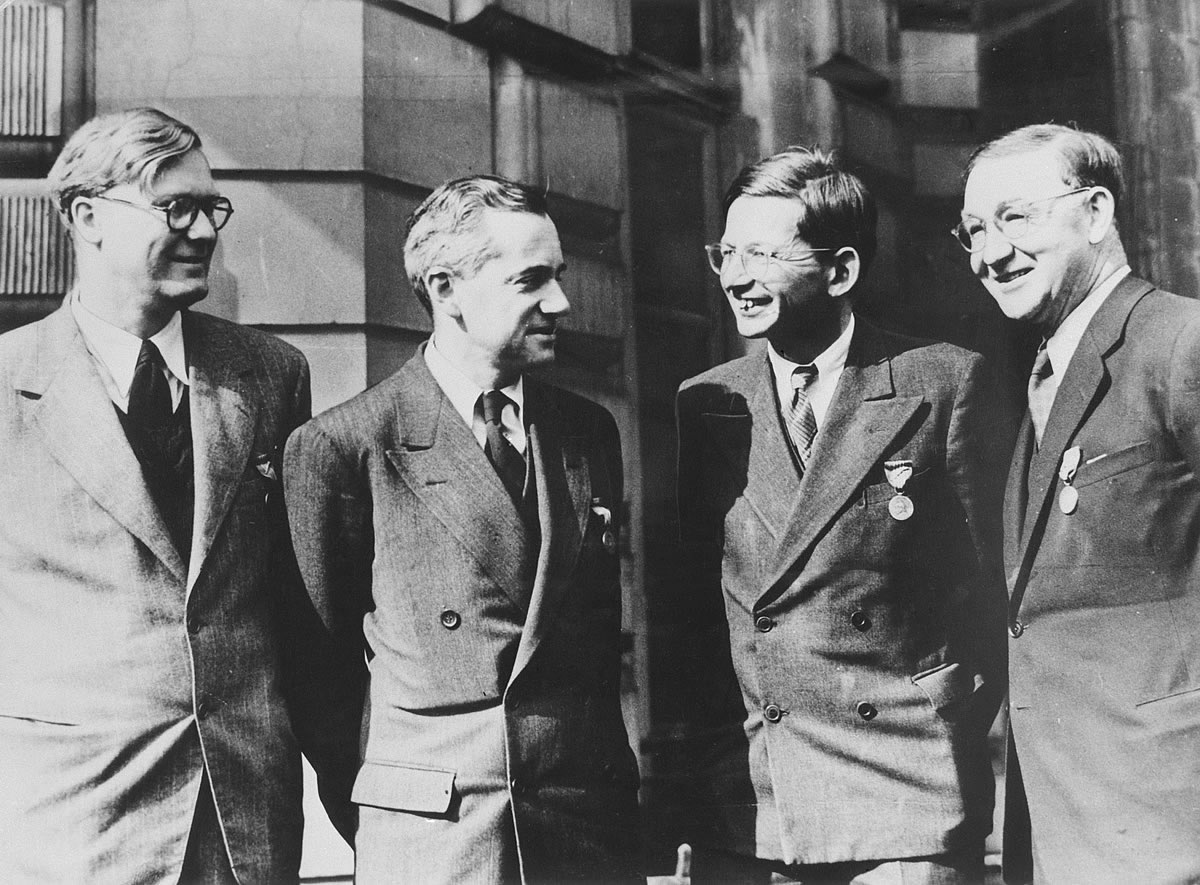
William Penney, Otto Frisch, Rudolf Peierls et John Cockcroft ont chacun reçu la Médaille de la liberté en mai 1947.

Une des personnes travaillant sur Tube Alloys est William George Penney, expert en ondes de choc. En juin 1944, il vient en Amérique pour travailler à Los Alamos, au sein de la délégation britannique au projet Manhattan. Ses qualités de chef et sa capacité à travailler en harmonie avec les autres aboutissent à le faire incorporer au noyau de scientifiques qui prend toutes les décisions cruciales dans la direction du projet.
À la fin de la guerre, le gouvernement britannique croit que l'Amérique partagera la technologie, que les Britanniques considèrent comme une découverte conjointe. Mais en faisant voter la loi McMahon (loi sur l'énergie atomique) le 1er août 1946, l'administration Truman montre que la Grande-Bretagne n'aura plus accès aux recherches nucléaires américaines.
Le gouvernement de Clement Attlee décide que la Grande-Bretagne a besoin de la bombe atomique pour maintenir sa position politique mondiale. Selon le ministre des Affaires Étrangères  Ernest Bevin : « Il faut que nous ayons ce machin ici, quel qu'en soit le coût… et marqué d'une sacrée Union Jack ».
Le Dr. Penney quitte donc les États-Unis et rentre en Angleterre, où il débute ses plans pour une Section des Armes Atomiques. Le projet reçoit le nom de code « High Explosive Research (en) » (HER), et en mai 1947, Penney en est nommé directeur. En avril 1950, un ancien aérodrome de la RAF pendant la Seconde Guerre mondiale, à Aldermaston, est choisi comme site permanent pour le programme d'armes nucléaires britanniques. Le 3 octobre 1952, la première explosion nucléaire britannique a lieu sous le nom de code « Opération Hurricane », au large de la côte Ouest de l'Australie sur les Îles Monte Bello.